# Mastigusa macrophthalma
Mastigusa macrophthalma är en spindelart som först beskrevs av Kulczynski 1897.  Mastigusa macrophthalma ingår i släktet Mastigusa och familjen kardarspindlar. Inga underarter finns listade i Catalogue of Life.